# Cleora nigrifasciata
Cleora nigrifasciata là một loài bướm đêm trong họ Geometridae.